# Fallon, Montana
Fallon är en ort i Prairie County i Montana med 164 invånare (2013). Orten fick sitt namn efter indianagenten Benjamin O'Fallon.